# 思弁文法
思弁文法（しべんぶんぽう）とは、様態論者 Modistae であるエルフルトのトマスの14世紀の書 De modis significandi sive grammatica speculativa で記されている実念論的姿勢の文法。
思弁的という名称は、「鏡」という意味のラテン語 speculum に由来していて、現実を映し出した普遍的な文法であることをアッピールした。まさにそのことの思弁性が、唯名論側から批判されて廃れた。
17世紀にポール・ロワイヤルの自称した普遍文法は一方、フランス語に依拠している。唯名論であることの了解のうちで、すべての言語に渡って普遍的に有効であるとアピールした。